# Tankebobler
 Tankebobler er en dansk serie med fire tegnede dokumentarfilm fra 2013 instrueret af Karsten Kiilerich efter manuskript af Anders Sørensen.

## Afsnit
Obs! Afsnittene er oplistet i alfabetisk rækkefølge. Tilføj gerne afsnitsnumre og første sendedage.
| # | Titel                                  | Første sendedag |
| --- | -------------------------------------- | --------------- |
| | "Drømmeland, et sted hvor alt kan ske" |                 |
| En tegnet dokumentarfilm om børns fantasifulde tanker om drømmens natur. Baseret på interviews med børn mellem 5 og 9 år gives et indblik i deres natlige drømme og mareridt fortalt i en streg og stil inspireret af børnenes egne tegninger.                                            |                                        |                 |
| | "En lille film om venskab"             |                 |
| En tegnet dokumentarfilm om børns filosofiske tanker om venskabet på godt og ondt. Baseret på interviews med børn mellem 5 og 9 år illustrerer filmen humoristisk og rørende deres tanker og teorier i en stil inspireret af deres egne tegninger.                                        |                                        |                 |
| | "Hvad er et liv for noget?"            |                 |
| En tegnet dokumentarfilm om børns filosofiske tanker om evolutionsteorien, fødsel, død, sjæl, godt, ondt, indlæring og skæbne; kort sagt livet! Baseret på interviews med børn mellem 5 og 9 år illustrerer filmen deres tanker i en humoristisk stil inspireret af deres egne tegninger. |                                        |                 |
| | "Når man bliver gammel"                |                 |
| En tegnet dokumentarfilm om børns filosofiske tanker om især 2 af livets faser. Baseret på interviews med børn mellem 5 og 9 år illustrerer filmen deres tanker om forskelle og ligheder mellem barn- og alderdom i en streg og stil inspireret af børnenes egne tegninger.               |                                        |                 |